# 李承約
李承约（867年—941年），字德俭，唐朝末年至五代十国蓟州（今天津市蓟州区）人。
李承约刚健笃实。年轻时为幽州牙门校，作为卢龙节度使刘仁恭的部将，官至山后八军巡检使。天祐四年（907年）刘守光幽禁其父刘仁恭。四月，银胡都指挥使王思同率领所部士兵三千，山后八军巡检使军李承约率领所部士兵二千，投奔河东李克用；刘守光的弟弟刘守奇投奔契丹，后来也投奔了河东。河东节度使晋王李克用任命李承约任匡霸指挥使，王思同任飞腾指挥使。李承约历任洺州、汾州二州刺史，有战功。天成元年（926年）静难节度使毛璋骄横不遵法度。后唐明宗李嗣源下诏，任命颍州团练使李承约为节度副使去监察毛璋。十月初九，调毛璋任昭义节度使。唐明宗时李承约任黔南节度使，劝农桑，兴学校，有政绩。后晋高祖天福二年（937年）迁左骁卫上将军。 天福六年（941年）三月初五日，李承约去世，卒年七十五岁。